# Relations entre le Costa Rica et la France
Les relations entre le Costa Rica et la France désignent les relations diplomatiques bilatérales s'exerçant entre, d'une part, la République du Costa Rica, État d'Amérique centrale, et de l'autre, la République française, État principalement européen. 

## Période contemporaine

### Échanges culturels et coopération universitaire
Le Costa Rica est membre observateur de l'Organisation internationale de la francophonie, et le seul pays d'Amérique latine dans lequel l'enseignement du français est obligatoire dans le système scolaire public.
Le Costa Rica est le siège de Institut français d'Amérique centrale et d'une Alliance française. Les diplômes et les périodes d'études de l'enseignement supérieur sont mutuellement reconnus entre les deux pays, et la France est le quatrième pays d'accueil des étudiants du Costa Rica.
Le Cirad est présent au Costa Rica, tout comme une mission archéologique française, depuis 2018.

### Environnement
Le Costa Rica et la France ont des vues convergentes sur la protection de l'environnement et la lutte contre le dérèglement climatique.

### Liens économiques
Le Costa Rica est le premier partenaire commercial de la France en Amérique centrale, et la France y est présente dans les domaines de l'industrie, du transport, des infrastructures et de l'énergie
Un vol direct Paris-San José, mis en place par Air France, a augmenté l'afflux de touristes français au Costa Rica. 60 000 Français le visitent chaque année.